# Benito Archundia
Benito Armando Archundia Téllez est un arbitre de football mexicain né le 21 mars 1966.

## Carrière d'arbitre
Benito Archundia est arbitre international depuis 1993. Le premier match international qu'il a dirigé est la rencontre opposant les États-Unis à la Grèce le 28 mai 1994.
Il a officié en tant qu'arbitre pendant les tournois suivants :
- Coupe du monde de football 2006
- Phase qualificative de la coupe du monde de football 2006 et 2010
- Coupe des confédérations 2001
- Copa América 1999 et 2007
- Gold Cup 1996, 2003, 2005, 2007, 2009
- Coupe du monde des clubs 2005 et 2008

Il fait partie de la liste des 38 arbitres pré-sélectionnés pour participer à la coupe du monde de football 2010.